# Camille Cottin
Camille Cottin (* 1. prosince 1978 Boulogne-Billancourt) je francouzská herečka.
V roce 2016 byla nominována na Césara pro nejslibnější herečku za ztvárnění hlavní role ve filmu Pařížská blbka. V roce 2019 získala cenu Globes de cristal pro nejlepší seriálovou herečku, za seriál Chci mluvit se svým agentem!, kde si zahrála agentku Andréu Martel.

## Životopis
Širokému diváckému publiku se představila v roce 2013 v titulní roli seriálu Connasse, sestávajícím z krátkých komediálních skečí, který se vysílal na Canal+. V letech 2015 ztvárnila jednu z hlavních rolí, agentku Andréu Martel, v seriálu Chci mluvit se svým agentem!, vysílaném na France 2.
Kromě televize se také věnuje filmu. V roce 2006 byla nominována na filmovou cenu César v kategorii nejslibnější herečka, za titulní roli ve filmu Pařížská blbka. Tento film vznikl na základě seriálu Connasse. Od té doby se začala více objevovat ve filmových rolích, zejména ve francouzských komediích. V roce 2016 si zahrála vedlejší roli v dramatu Spojenci, s Bradem Pittem a Marion Cotillard v hlavních rolích. V roce 2020 se objevila v americkém seriálu Na mušce.
Jejím otcem je malíř Gilles Cottin. Má dvě děti, Léona a Annu, s architektem.

## Filmografie

### Film
| Rok           | Název                                 | Režisér                       | Role                                |
| ------------- | ------------------------------------- | ----------------------------- | ----------------------------------- |
| 2001          | Yamakasi                              | Ariel Zeitoun                 |                                     |
| 2006          | Odile...                              | Bénédicte Delgéhier           |                                     |
| 2011          | Byl jednou jeden Belgičan             | Christian Merret-Palmair      | Juliettina matka                    |
| 2011          | Bernard & Fils, suicideurs à domicile | Avril Besson                  |                                     |
| 2012          | Mon troquet                           | Louis Delva                   |                                     |
| 2014          | Gazely                                | Mona Achache                  | Émilie                              |
| 2015          | Pařížská blbka                        | Noémie Saglio a Éloïse Lang   | Camilla                             |
| 2015          | Les gorilles                          | Tristan Aurouet               | Émilie                              |
| 2015          | Nos futurs                            | Rémi Bezançon                 | Géraldine                           |
| 2015          | Úplně poprvé                          | Maxime Govare a Noémie Saglio | Clémence                            |
| 2016          | Iris                                  | Jalil Lespert                 | Nathalie Vasseur                    |
| 2016          | Cigarettes et chocolat chaud          | Sophie Reine                  | Séverine                            |
| 2016          | Spojenci                              | Robert Zemeckis               | Monique                             |
| 2016          | Balerína                              | Éric Summer a Éric Warin      | Félicie (hlas)                      |
| 2017          | Telle mère, telle fille               | Noémie Saglio                 | Avril                               |
| 2018          | Larguées                              | Éloïse Lang                   | Rose                                |
| 2018          | Photo de famille                      | Cécilia Rouaud                | Elsa                                |
| 2019          | Premières vacances                    | Patrick Cassir                | Fleur                               |
| 2019          | Šelmy                                 | Vincent Mariette              | vyšetřovatelka Camusová             |
| 2019          | Záhada jménem Henri Pick              | Rémi Besançon                 | Joséphine Pick                      |
| 2019          | Pokoj 212                             | Christophe Honoré             | mladá Irène                         |
| 2019          | Deux moi                              | Cédric Klapisch               | psycholožka Mélanie                 |
| 2019          | Oslněni                               | Sarah Suco                    | Christine Lourmel                   |
| 2019          | Malý upírek                           | Joann Sfar                    | Pandora, matka malého upírka (hlas) |
| 2021          | Stillwater                            | Tom McCarthy                  | Virginie                            |
| 2021          | Klan Gucci                            | Ridley Scott                  | Paola Franchi                       |
| bude oznámeno | Mon légionnaire                       | Rachel Lang                   | Céline                              |

### Televize
| Rok       | Název                        | Role                       | Poznámky                                                                                 |
| --------- | ---------------------------- | -------------------------- | ---------------------------------------------------------------------------------------- |
| 2002      | Hep Taxi!                    |                            |                                                                                          |
| 2003      | Domisiladoré                 |                            |                                                                                          |
| 2005      | Tango Overlord               |                            |                                                                                          |
| 2006      | Ženská spravedlnost          | oběť                       | díl: „Promotion mortelle“                                                                |
| 2006      | P.J.                         | Annabelle                  | díl: „Parole malheureuse“                                                                |
| 2007      | La Commune                   | Albane Devlay              | díl: „Compassion“                                                                        |
| 2008      | P.J.                         | Mina Ferlet                | díl: „Effets sonores“                                                                    |
| 2010      | Fracture                     | sousedka Lakhdarova bratra | televizní film                                                                           |
| 2011-2013 | Scènes de ménages            | Camille                    |                                                                                          |
| 2012      | Mange                        | psycholožka                | televizní film                                                                           |
| 2012      | Le jour où tout a basculé    | Annick Lucie               | díl: „Mon patron veut briser mon couple“ díl: „Ma femme me trompe avec mon meilleur ami“ |
| 2013      | Pep's                        | Marina Trufaine            |                                                                                          |
| 2013      | Ma meuf                      | Sophie                     | 13 dílů                                                                                  |
| 2013      | Vaugand                      | žena                       | díl: „La Place du mort“                                                                  |
| 2013-2015 | Connasse                     | Camilla                    | hlavní role                                                                              |
| 2015-2020 | Chci mluvit se svým agentem! | Andréa Martel              | hlavní role                                                                              |
| 2019      | Mouche                       | Mouche                     |                                                                                          |
| 2020      | Na mušce                     | Hélène                     | 3 díly                                                                                   |